# Åls socken
Åls socken ligger i Dalarna, ingår sedan 1974 i Leksands kommun och motsvarar från 2016 Åls distrikt.
Socknens areal är 142,40 kvadratkilometer, varav 136,20 land. År 2020 fanns här 2 748 invånare. Tätorten och kyrkbyn Insjön med sockenkyrkan Åls kyrka ligger i socknen.  

## Administrativ historik
Åls socken har medeltida ursprung. Senast 1386 utbröts Gagnefs socken och 1607 utbröts Bjursås socken.
Vid kommunreformen 1862 övergick socknens ansvar för de kyrkliga frågorna till Åls församling och för de borgerliga frågorna till Åls landskommun. Landskommunen uppgick 1974 i Leksands kommun.
1 januari 2016 inrättades distriktet Ål, med samma omfattning som församlingen hade 1999/2000.
Socknen har tillhört fögderier, tingslag och domsagor enligt vad som beskrivs i artikeln Dalarna. De indelta soldaterna tillhörde Dalregementet, Leksands och Gagnefs kompanier.

## Geografi

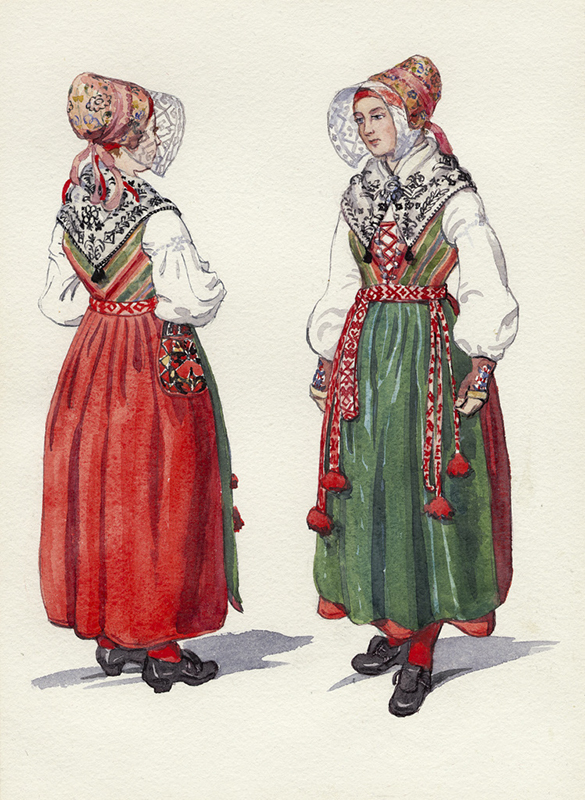
Åhldräkten

Åls socken ligger kring Österdalälven sydost om Siljan och Leksand. Socknen har odlingsbygd i älvdalen och är däromkring bergig myrrik skogsbygd med fäbodar.
Åls socken genomkorsas i väster av riksväg 70. Järnvägen Dalabanan går genom socknen med station i Insjön.

## Fornlämningar
En boplats från stenåldern och tre gravhögar från järnåldern är funna. Från yngre järnåldern finns fynd av boplatser, blästerugnar, kolningsgropar, reduktionsugnar och smidesgropar.

## Namnet
Namnet (1325 Aall) innehåller ål, 'strimma, (jord)remsa' här i betydelsen en markant höjd, Skolberget väster om sockenkyrkan.

## Befolkningsutveckling
| Befolkningsutvecklingen i Åls socken 1750–2020 | Befolkningsutvecklingen i Åls socken 1750–2020 | Befolkningsutvecklingen i Åls socken 1750–2020 | Befolkningsutvecklingen i Åls socken 1750–2020 | Befolkningsutvecklingen i Åls socken 1750–2020 |
| --- | ---------------------------------------------- | ---------------------------------------------- | ---------------------------------------------- | ---------------------------------------------- |
| |                                                |                                                |                                                |                                                |
| År |                                                |                                                | Folkmängd                                      |                                                |
| 1750 | 1750                                           |                                                | 1 590                                          |                                                |
| 1760 | 1760                                           |                                                | 1 743                                          |                                                |
| 1769 | 1769                                           |                                                | 1 865                                          |                                                |
| 1780 | 1780                                           |                                                | 1 912                                          |                                                |
| 1790 | 1790                                           |                                                | 1 998                                          |                                                |
| 1800 | 1800                                           |                                                | 2 050                                          |                                                |
| 1810 | 1810                                           |                                                | 2 054                                          |                                                |
| 1820 | 1820                                           |                                                | 2 058                                          |                                                |
| 1830 | 1830                                           |                                                | 2 107                                          |                                                |
| 1840 | 1840                                           |                                                | 2 196                                          |                                                |
| 1850 | 1850                                           |                                                | 2 227                                          |                                                |
| 1860 | 1860                                           |                                                | 2 308                                          |                                                |
| 1870 | 1870                                           |                                                | 2 248                                          |                                                |
| 1880 | 1880                                           |                                                | 2 239                                          |                                                |
| 1890 | 1890                                           |                                                | 2 210                                          |                                                |
| 1900 | 1900                                           |                                                | 2 084                                          |                                                |
| 1910 | 1910                                           |                                                | 2 293                                          |                                                |
| 1920 | 1920                                           |                                                | 2 364                                          |                                                |
| 1930 | 1930                                           |                                                | 2 237                                          |                                                |
| 1940 | 1940                                           |                                                | 2 302                                          |                                                |
| 1950 | 1950                                           |                                                | 2 510                                          |                                                |
| 1960 | 1960                                           |                                                | 2 422                                          |                                                |
| 1970 | 1970                                           |                                                | 2 419                                          |                                                |
| 1980 | 1980                                           |                                                | 2 517                                          |                                                |
| 1990 | 1990                                           |                                                | 2 637                                          |                                                |
| 2010 | 2010                                           |                                                | 2 759                                          |                                                |
| 2020 | 2020                                           |                                                | 2 748                                          |                                                |
| Anm: Källor: Umeå universitet - Tabellverket 1749-1859, Demografiska databasen, CEDAR, Umeå universitet, Befolkning per församling, Folkmängden per distrikt, landskap, landsdel eller riket efter kön. År 2015 - 2022. |                                                |                                                |                                                |                                                |